# Wojska łączności

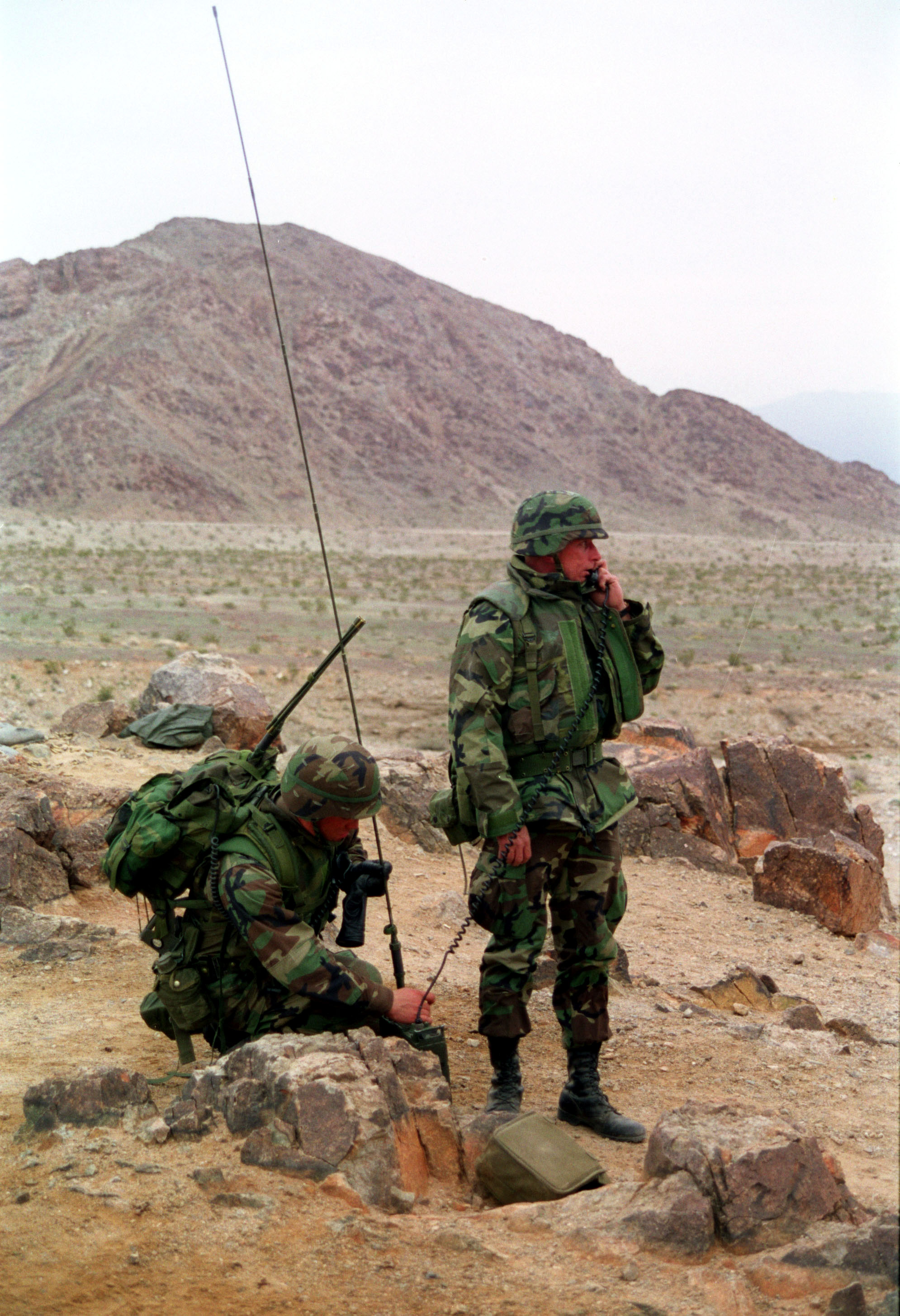
Żołnierze pododdziału wojsk łączności

Znak taktyczny

Wojska łączności – rodzaj wojsk przeznaczony do organizowania łączności wojskowej w czasie pokoju i wojny zarówno w warunkach garnizonowych, jak i polowych.

## Charakterystyka
Wojska łączności występują we wszystkich rodzajach sił zbrojnych oraz rodzajach wojsk zapewniając im wszechstronną łączność stosownie do przeznaczenia bojowego i specyfiki działań.
Najbardziej typowe jednostki wojsk łączności (pododdziały i oddziały):
- łączności przewodowej;
- łączności radiowej;
- łączności satelitarnej;
- łączności radioliniowej;
- poczta polowa.

Najniższym szczeblem organizacyjnym Wojsk Lądowych, na którym występuje pododdział łączności jest batalion ogólnowojskowy – występujący w nim pluton dowodzenia, złożony jest z drużyn łączności.
W brygadzie ogólnowojskowej znajduje się batalion dowodzenia, a w jego składzie kompania łączności.
W dywizji występuje batalion dowodzenia, a jego składzie 3 kompanie i 1 pluton łączności.

### Zadania łączności
1. zapewnienie dowódcy i sztabowi dowodzenia wojskami
  - zapewnienie terminowego przekazywania rozkazów i zarządzeń do podległych elementów ugrupowania bojowego i otrzymania od nich meldunków o zakresie realizacji otrzymywanych przez nie zadań
2. zapewnienie dowódcy i sztabowi sterowania środkami rażenia
  - zapewnienie natychmiastowego przekazywania współrzędnych celów oraz sygnałów i komend
3. zapewnienie wymiany informacji wiadomości w ramach współdziałania pomiędzy związkami taktycznymi, organizacyjnymi, przydzielonymi i wspierającymi oraz sąsiadów
4. zapewnienie natychmiastowego przekazywania i otrzymywania sygnałów powiadamiania, ostrzegania i alarmowania

## Wojska łączności i informatyki SZ RP

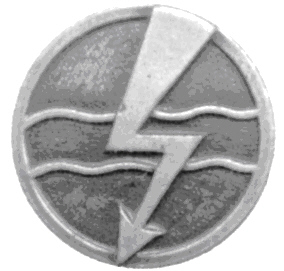
Korpusówka wojsk łączności Wojska Polskiego

Wojska łączności i informatyki są jednym z rodzajów wojsk Sił Zbrojnych Rzeczypospolitej Polskiej i przeznaczone są do zapewnienia sprawnego dowodzenia wojskami w czasie pokoju, kryzysu i wojny. Wykorzystują do  tego potencjał telekomunikacyjny kraju, infrastrukturę telekomunikacyjną oraz jednostki i pododdziały wsparcia dowodzenia. Do ich zadań należy też wspomaganie informatyczne wspomaganie procesów decyzyjnych.